# Cal Ponet
Cal Ponet és una masia situada al municipi de Castellfollit de Riubregós, a la comarca catalana de l'Anoia.